# Lampenfieber

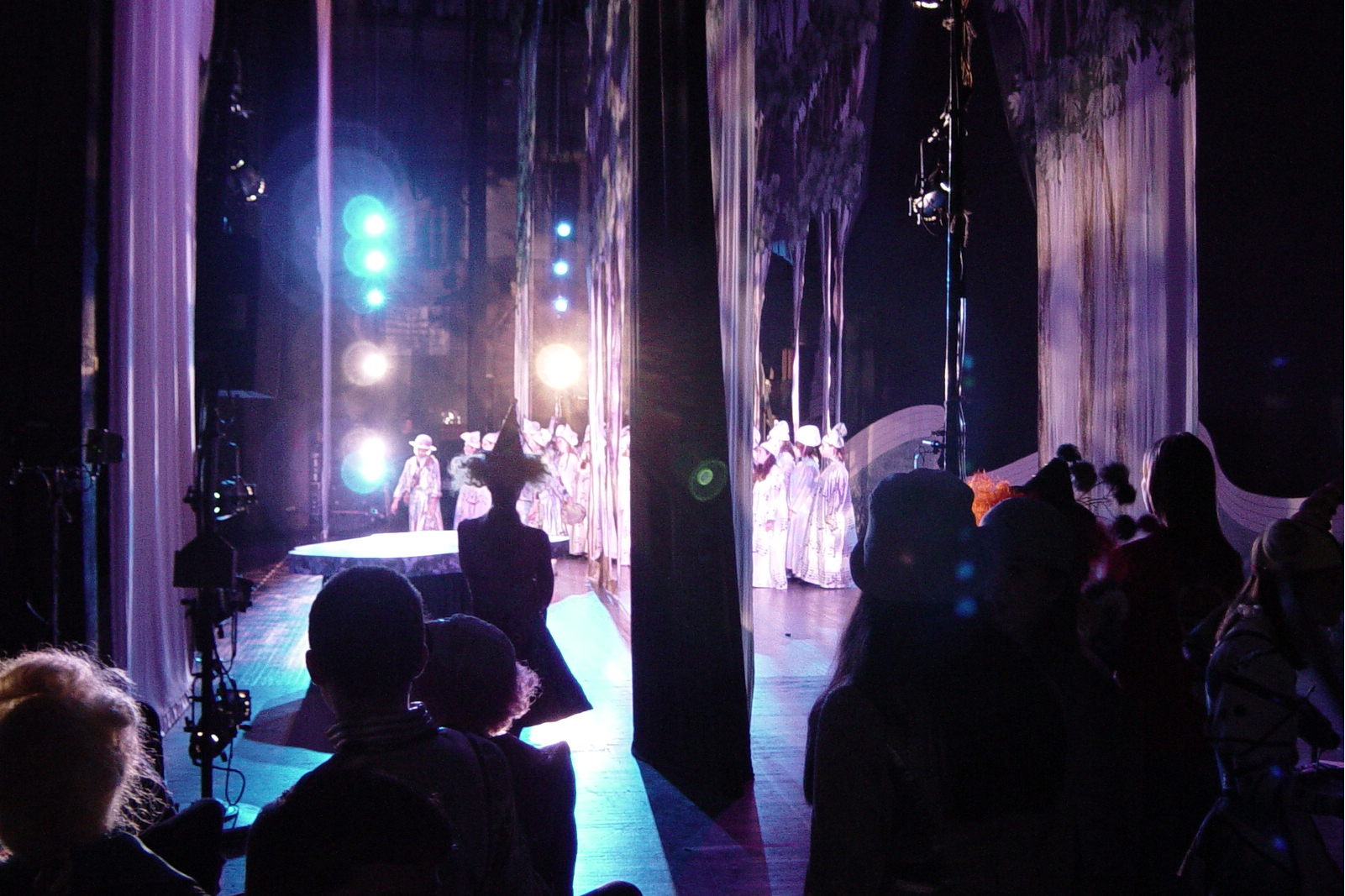
Warten auf den Auftritt

Unter Lampenfieber versteht man allgemein eine starke Aufregung oder Angst vor einem öffentlichen Auftritt, begleitet von Anspannung, Nervosität und Stress. Sie kann den Schauspieler vor dem Bühnenauftritt, den darstellenden Künstler, den Musiker, den Prüfling vor einer Prüfung, den Kandidaten vor seinem Vorstellungsgespräch oder den Sportler vor dem Wettkampf betreffen.
Kamera- und Mikrofonangst sind dem Lampenfieber eng verwandt. In einem noch weiteren Sinne versteht man unter Lampenfieber auch die Anspannung eines Menschen, der eine nicht-künstlerische Leistung in einer Situation erbringen will, in der er vermehrter sozialer Aufmerksamkeit begegnet, z. B. bei einem Referat die mögliche Sprechangst, bei einem gesellschaftlichen Anlass oder beim Sport die sogenannte „Vorstartangst“. Weil Lampenfieber untrennbar mit der Erwartung verknüpft ist, dass die Qualität dieser Leistung bzw. des Auftritts vom Publikum beurteilt wird, ist der Übergang zur Prüfungsangst fließend. Dies gilt besonders für Teilnehmer beim Casting sowie bei Berufskünstlern, die sich während ihrer Arbeit gegen eine starke Konkurrenz behaupten müssen.
In der psychologischen Forschung versammelt „Lampenfieber“ unter dem Begriff performance anxiety diverse Formen von Anspannung und Angst vor dem Auftritt. Es kann als eine Untergruppe der sozialen Angststörungen gesehen werden. Dagegen bezieht sich die berufsspezifische Ratgeberliteratur einhellig auf „Lampenfieber“, wobei die Autoren meist zwischen zwei verschiedenen Formen des Lampenfiebers unterscheiden: einem positiven Lampenfieber und einem „negativen“ Lampenfieber („Auftrittsangst“, „Podiumsangst“, „Vorstartangst“). „Positives“ Lampenfieber kann sich als Eustress leistungssteigernd auswirken, indem verschiedene Hormone zu einer sogenannten „Erhöhung der Betriebstemperatur“ führen. Ein Beispiel hierfür ist der sogenannte „Adrenalinkick“. „Negatives“ Lampenfieber hingegen wird als Zustand krankhafter Erregung beschrieben, was sich eher leistungsmindernd auswirkt.

## Phänomen
Stress als körperliche und geistige Anspannung angesichts einer unmittelbar bevorstehenden anspruchsvollen Aufgabe ist eine im Laufe der Evolution entwickelte natürliche Reaktion, deren Sinn ursprünglich darin lag, in einer gefährlichen Situation beim Überleben zu helfen, indem die Nebennieren Adrenalin und Noradrenalin ins Blut entsendeten und den Organismus auf Flucht oder Kampf vorbereiteten. Zudem kommen erlernte Reaktionsmuster hinzu, wie zum Beispiel die Angst vor Nichterfüllung der eigenen Erwartungen oder der Erwartungen anderer.
Lampenfieber charakterisiert sich nach der Systematik von Warwitz als sogenannte „State-Angst“. Diese stellt sich nicht als ein durchgängiger Charakterzug dar, sondern tritt nur als vorübergehender Gemütszustand in bestimmten Situationen auf, bei denen sich ein Erwartungsstress aufbaut. Soweit sie nicht habituell geworden ist, zählt sie auch nicht zu den behandlungsbedürftigen Angststörungen, sondern gewinnt eine positive Funktion als leistungsförderlicher Faktor, der den Betroffenen vor einer Wagnishandlung körperlich und geistig in eine optimale Ausgangslage versetzt.
Lampenfieber ist nach Warwitz als eine nicht immer angenehme, aber nützliche Reaktion des Organismus zu sehen, die physische, psychische und mentale Befindlichkeit auf die Bewältigung der anstehenden Aufgabe einzustellen. Hierzu gehören physiologische Veränderungen wie die Erhöhung des Adrenalinspiegels oder die Durchblutungsförderung von Gehirn und Muskeln sowie die damit verbundene Steigerung des Wachheitsgrades, der Konzentration oder des Reaktionsvermögens und die Aktivierung der mentalen Leistungsbereitschaft. Solche Lampenfieber induzierende Situationen ergeben sich etwa vor Prüfungen, vor einem öffentlichen Auftritt als Schauspieler, Sänger oder Redner oder vor einer aufregenden sportlichen Handlung wie einem Gleitschirmstart oder einem Bungeesprung.

## Epidemiologie
Die Prävalenz von Lampenfieber lässt sich generell schwierig schätzen, da die Terminologie uneinheitlich ist und es methodische Schwierigkeiten bei der Abfrage gibt. Laut einer Studie betrifft die „Angst, vor vielen Menschen zu reden“ 8,7 % der Männer und 11 % der Frauen. Die Prävalenz ist außerdem abhängig von Lebensumständen, wie zum Beispiel dem Beruf. Beispielsweise gaben 40 % der Studierenden an, vor öffentlichen Vorträgen Lampenfieber in unangenehmen Ausmaß zu empfinden.

## Klinisches Erscheinungsbild
Behinderndes Lampenfieber äußert sich klinisch als akuter Stress, welcher sich vor allem auf der körperlichen Ebene stark ausdrückt. Lange Zeit vorher kommt es zu schlaflosen Nächten, einer erhöhten Nervosität, Übelkeit, Erbrechen, Schweißausbrüchen, Kopfschmerzen, einem erhöhten Puls und Blutdruck und Verdauungsstörungen. Kurz vorher oder währenddessen treten ebenfalls Schweißausbrüche auf, begleitet von einem Erröten im Gesicht, abwechselndem Heiß- und Kaltwerden am Kopf oder am ganzen Körper, einer flachen Atmung, kalten und feuchten Fingern, Stottern, Harndrang, zittrigen Knien, Zittern am ganzen Körper und Herzrasen. Außerdem kommt es zu Phänomenen wie dem sogenannten „Blackout“, beziehungsweise einem „leeren Kopf“ oder auch der bekannte „Frosch“ im Hals. Ebenso treten typische Symptome wie Reizbarkeit, körperliche und emotionale Beklemmung, Konzentrationsmangel und Vergesslichkeit auf. Diese Symptome können so heftig sein, dass Lampenfieber manchmal wie eine Krankheit empfunden wird, was es aber offiziell nicht ist. Da Menschen auf Stress unterschiedlich reagieren, verhalten sie sich auch bei Lampenfieber unterschiedlich. Wie der Pianist und Musiktheoretiker Charles Rosen aufgewiesen hat, ähnelt das Lampenfieber mit seinen Symptomen auch der Verliebtheit.

### Beschwerdebild bei Musikern
Manche Stress-Symptome treffen bestimmte Gruppen von Künstlern empfindlicher als andere. Das Austrocknen des Mundes und Rachens etwa, das erschwerte Schlucken und die verkürzte Atemspanne verursacht Sängern und Bläsern besondere Probleme. Bei letzteren verändert sich unter Stress auch der Mundansatz. Bei Sängern können sich das Timbre und der Resonanzkörper verändern, was allerdings keine Leistungsminderung der Stimme bedeutet. Bei Sängern und Schauspielern kann Lampenfieber die Stimme schwächen und zu Textvergesslichkeit führen. Pianisten verlieren, wenn ihre Hände feucht werden, den sicheren Zugriff auf die Tasten. Noch problematischer ist bei vielen Künstlern die Beeinträchtigung der Muskulatur und Sensorik, da die Qualität der Arbeit oft erheblich von der Kontrollfähigkeit der Feinmotorik abhängt. Das gilt zum Beispiel für Schauspieler, die mit einem vor Nervosität versteinerten Gesicht keine fein nuancierten Emotionen darstellen können, aber in noch höherem Maße für Instrumentalisten. Die vorübergehende Beeinträchtigung der Fähigkeit, z. B. die Finger schnell und gleichzeitig millimetergenau zu bewegen, ist besonders für Streicher verheerend. Ein weiteres Problem haben Streicher, wenn ihnen die Bogenhand zittert; das Zittern der Hände beeinträchtigt die Spielqualität jedoch auch bei vielen anderen Instrumentalisten. Solisten, die ohne Noten spielen, erleiden, wenn sie aufgeregt sind, Blackouts und gehen dann mitunter in der Struktur eines kompliziert aufgebauten Musikstückes verloren.
Etwas Aufregung vor dem Auftritt wird nicht nur als normal, sondern teilweise sogar als günstig betrachtet. Nützliches Lampenfieber macht wach, putscht auf, schafft die nötige Spannung in Körper und Geist, setzt Energie frei, macht uns fitter im Kopf, beschleunigt somit die Denkfähigkeit und stärkt uns für den Auftritt. Als „natürliches Aufputschmittel“ erhöhe die Aufregung die Aufmerksamkeit des Künstlers und sei der Qualität des Vortrags damit zuträglich. Allzu routinierte Vorträge gelten als langweilig. Wissenschaftliche Untersuchungen, die dies alles belegen, gibt es bislang allerdings nicht. Erste Studien zu dem Thema haben im Gegenteil sogar Hinweise darauf geliefert, dass Musiker, die ihr Lampenfieber mit Betablockern eindämmen, tatsächlich technisch besser und ausdrucksvoller spielen als Kollegen, die keine entsprechenden Medikamente einnehmen – dass also die im letzten Absatz beschriebene Stresssymptomatik der feinmotorischen Leistung der Musiker eher abträglich ist.

#### Sozialphobische Variante
Wenn Lampenfieber mit deutlichen körperlichen Symptomen wiederholt auftritt, kann es sich zu einer Sozialen Phobie entwickeln. Dies beginnt meist damit, dass im Anschluss an eine unangenehme Auftrittserfahrung – wie sie im Bühnenleben eigentlich zum Alltag gehören – Angst davor entsteht, dass man Angst bekommt. Dadurch wird vor dem nächsten Auftritt die Erwartung entwickelt, dem Publikum wieder eine nicht ausreichende Leistung zu zeigen, wodurch das Publikum in der Vorstellung des Auftretenden fast feindselig wirkt. Diese Erwartungshaltung führt dazu, dass uneindeutige Rückmeldungen des Publikums eher als ablehnend interpretiert werden und positiven Rückmeldungen weniger Gewicht beigemessen wird als negativen. Auf diese Weise stabilisiert sich die negative Sicht auf die eigene Leistung und damit die Angst vor Auftritten.
Viele Künstler, die sich aus dieser Spirale nicht mehr befreien können, versuchen der Angst durch den Missbrauch von Alkohol, Beruhigungsmitteln oder Betablockern entgegenzuwirken. Diese machen aber nicht nur abhängig, sondern verfestigen die Phobie, da sie kurzfristig tatsächlich Abhilfe schaffen und die Betroffenen von nun an nicht mehr versuchen, sich aus eigener Kraft zu helfen.
Besonders verbreitet ist chronisch gewordenes Lampenfieber bei Instrumentalisten. Faktoren dafür sind der besonders ungünstige Arbeitsmarkt und die hohe Beeinflussbarkeit der Vortragsqualität durch Stress. Instrumentalisten – Orchestermusiker mehr noch als Solisten – leiden möglicherweise auch deshalb besonders stark unter Lampenfieber, weil sie während ihrer Arbeit meist still sitzen und den Adrenalinausstoß darum nicht grobmotorisch abarbeiten können, wie dies z. B. Tänzer oder Sänger tun können.
Für den Menschen als soziales Wesen ist die Bewertung durch andere von großer Bedeutung. Die Angst hat hier ihren Grund in einer befürchteten Abwertung durch andere, und das in einer Situation, in der der Künstler im Mittelpunkt der Aufmerksamkeit vieler steht. Dementsprechend ist der Einfluss dieser sozialphobischen Gedanken auf das Lampenfieber größer, wenn ein Künstler solo auftritt als beim Auftreten in einer Gruppe.
Menschen, die eine Leistung vor einem Publikum hervorbringen, gehen dabei immer das Risiko ein, Fehler zu machen und sich damit zu blamieren. Unter besonderem Druck stehen angehende und selbst etablierte Berufskünstler, bei denen ein Versagen – etwa in Gegenwart eines Kritikers oder eines potenziellen Arbeitgebers – nicht nur den Stolz, sondern möglicherweise auch die berufliche Zukunft in Frage stellt. Besonders in Vorspielsituationen fürchten sich Berufsmusiker vor den unerbittlich kritischen Kollegen.
Psychologisch gesehen ist regelmäßig auftretendes Lampenfieber als nicht-generalisierte Soziale Phobie zu betrachten; nicht-generalisiert bedeutet, dass die Angst nur in einer oder wenigen ähnlichen und klar umgrenzten sozialen Situationen auftritt. Diese Unterscheidung wird jedoch nur im DSM-IV getroffen, nicht im ICD-10. Stangier und Fydrich trennen die Situationen, in den soziale Phobien auftreten können, nach Leistungssituationen und Interaktionssituationen (zum Beispiel eine Unterhaltung mit Fremden führen), wobei Lampenfieber eindeutig der ersten Kategorie zuzuordnen ist. Dadurch, dass Lampenfieber nicht deckungsgleich mit allen potenziell sozialphobischen Situationen ist, argumentieren einige Forscher dafür, es nicht als Teil der Sozialen Angststörungen zu betrachten, während andere es als eine Untergruppe sehen. Diese Debatte unterstreicht die Annahme, dass soziale Ängste auf einem weiten Kontinuum zwischen leichter Schüchternheit und der Selbstunsicher-vermeidenden Persönlichkeitsstörung rangieren.
Lampenfieber ist eng mit der Fähigkeit verbunden, zu erfassen, welche Tragweite die Aufmerksamkeit und das soziale Urteil anderer für die eigene Person hat. Da diese Fähigkeit sich erst um das 9. und 10. Lebensjahr herum voll entfaltet, kennen Kinder bis zu diesem Alter meist noch kein Lampenfieber. Wenn manche Kinder bereits in früherem Alter auf der Bühne befangen sind, so liegt dem eventuell Schüchternheit zugrunde, aber kaum die Angst, sich lächerlich zu machen. Einige Autoren vermuten, dass auch musikalische Savants und Menschen im Autismusspektrum gegen Lampenfieber tendenziell immun seien, weil sie keine Zweifel an ihrem Können kennen und für das Urteil anderer wenig empfindlich seien; im Hinblick auf Menschen mit dem Asperger-Syndrom ist aber auch vermutet worden, dass diese vor Auftritten zwar aufgeregt sein mögen, dies eventuell aber nicht über ihre Körpersprache sichtbar werden lassen, sodass ihr Lampenfieber leicht unterschätzt werde. Zuverlässige und auf systematischer Forschung basierende Aussagen über das Lampenfieber bei Savants gibt es bisher aber nicht, und gelegentlich haben Autisten auch berichtet, dass ihr Leben sich aufgrund ihrer sozialen Unsicherheit im Gegenteil wie permanentes Lampenfieber anfühle.

## Umgang mit Lampenfieber
Betroffene sehen die körperliche Symptomatik oft als das am nächsten liegende Problem, da sie direkt unter ihr leiden. Daher gibt es Rhetorik- und Präsentationsseminare für Tipps und Tools, wo Betroffene lernen, wie man mit Untersicherheit und Aufregung besser umgeht. Durch praktische Anwendung und Übung werden diese erlernten Skills dann noch weiter vertieft. Dadurch geschieht aber meist nur eine Symptomlinderung. Im Sinne einer psychotherapeutischen Herangehensweise ist jedoch das Aufdecken der mentalen Ursache dieser Angst zielführender, zumal bei einem künstlerischen Auftritt keine Bedrohung von Leben und Gesundheit vorliegt. Außerdem gibt es Coaching-Verfahren wie beispielsweise „Wingwave“, ein Leistungs- und Emotions-Coaching zum Abbau von Leistungsstress und zur Steigerung von Kreativität, Mentalfitness und Konfliktstabilität.
Im „Feld der Angstgefühle“ ordnet Warwitz das Lampenfieber den „Furchtformen“ zu. Dies bedeutet, dass die Unsicherheit aus einem relativ klar erkennbaren Bezug zu einer konkreten Bedrohungslage erwächst. Dies wiederum erleichtert im Unterschied zu den diffusen Ängsten, deren Auslöser oft im Dunkeln bleiben, den Zugang und den Einsatz von geeigneten Bewältigungsstrategien:
Außerdem kann man durch mentale Vorbereitung viel erreichen, wie beispielsweise ein positives Denken über den bevorstehenden Auftritt und das Publikum und einem freundlichen, motivierenden inneren Dialog. Für den Umgang mit der Angstsituation ist es wichtig, die mit der Anspannung einhergehenden Veränderungen positiv wahrzunehmen und als sinnvoll und förderlich zu akzeptieren. Eingriffe werden erst erforderlich, wenn sich Lampenfieber zu einer Blockade und damit zu einer echten Angststörung auswächst (Sprechblockade, Entscheidungsblockade, Handlungsblockade). Eine schon im frühen Lebensalter ansetzende Wagniserziehung, die bewusst und reflektierend mit Angst induzierenden Situationen wie Prüfungen und Mutproben konfrontiert und umgehen lehrt, verhindert in aller Regel das Ausbilden überschießender Ängste.
Doch auch bereits ausgebildete Angsttendenzen lassen sich mit geeigneten verhaltenstherapeutischen Methoden gut beherrschen.
Abhängig von den einzelnen Lebensbereichen kann der effiziente Umgang mit Lampenfieber sehr  unterschiedliche Methoden erfordern:

### Beispiel Bühnenkünstler
Im Allgemeinen haben Künstler Gelegenheit, ihr Lampenfieber nicht nur mit der Freude an ihrer Tätigkeit, sondern auch mit der Erwartung von Bewunderung und Applaus zu kompensieren.
Es gibt heute eine breite Palette an Maßnahmen, die zur Optimierung des Lampenfiebers eingesetzt werden können. Im Rahmen der zunehmenden Etablierung des Faches Musikphysiologie und Musikermedizin wurden Strategien und Therapiemodelle entwickelt, die an den musikermedizinischen Zentren eingesetzt werden. Zu diesen zählen sowohl selbstreflexive Ansätze, mentale Techniken sowie körperorientierte Ansätze wie Atem- und Entspannungsübungen. Auch Methoden wie die Alexander-Technik und die Feldenkrais-Methode bilden eine gute Grundlage für die Auftrittssituation. Viele Künstler wenden das mentale Auftrittstraining an, bei dem sie z. B. die Auftrittssituation mental intensiv visualisieren. Künstler, die an chronisch unüberwindlichem Lampenfieber leiden, beschäftigen sich oft ungebührlich hartnäckig mit den Erinnerungen an eine traumatische Bühnenerfahrung. In diesen Fällen ist davon auszugehen, dass es sich um eine Auftrittsangst handelt, welche eine fachtherapeutische Behandlung erfordert.
Da bei Bühnenkünstlern und Musikern vor dem Auftritt regelmäßig Wartezeiten anfallen, wird das Lampenfieber in diesen Momenten besonders stark empfunden. Anschließend schwindet es in demselben Maße, in dem die Arbeit dem Künstler Aufmerksamkeit abverlangt. Da der Adrenalinausstoß naturgemäß nur von kurzer Dauer ist, kommen Menschen, die stark an Lampenfieber leiden, mit langen Auftritten besser zurecht als mit sehr kurzen, bei denen ihnen keine Zeit bleibt, sich durch die Arbeit abzulenken und wieder zu beruhigen. Ein Herauszögern des Vortragsbeginns kann einem nervösen Musiker Zeit verschaffen, um sich wieder zu sammeln, etwa durch ein erneutes Stimmen des Instruments oder ein Herumnesteln mit den Noten. Virtuose Stücke werden aus demselben Grunde meist erst am Ende eines Konzerts gespielt.
Obwohl viele Künstler auch nach jahrzehntelanger Berufserfahrung immer noch an starkem Lampenfieber leiden – berühmte Beispiele sind Frédéric Chopin, Enrico Caruso, Pablo Casals, Vladimir Horowitz, Laurence Olivier, Heinz Erhardt, Maria Callas, John Lennon, Meryl Streep und Robbie Williams –, gilt Routine als das stärkste Gegenmittel. Hierbei ist jedoch wichtig, dass die Routine aus überwiegend positiven Auftrittserfahrungen besteht. Gerade in der Musikpädagogik ist diese bei der Förderung von Kindern und Jugendlichen zu beachten. Dem versuchen zum Beispiel die Vertreter der Suzuki-Methode Rechnung zu tragen, indem sie das öffentliche Auftreten von Geigenschülern bereits im frühen Kindesalter fördern. Kinder werden mit dem Heranwachsen zwar wie alle anderen empfänglicher für Lampenfieber, verfügen jedoch bereits über kompensatorische Techniken, um sich auf einer Bühne sicher zu bewegen, wenn sie bereits früh Bühnenerfahrung gesammelt haben.
Viele Künstler versuchen ihr Lampenfieber mit individuellen Ritualen zu bannen. Enrico Caruso z. B. unterzog sich vor jedem Auftritt einer stereotyp choreografierten Prozedur von Zähneputzen, Gurgeln, Trinken und Essen. Noch verbreiteter sind kulturelle Rituale; im deutschen Sprachraum wünschen Bühnenkünstler sich vor dem Auftritt „Toi, toi, toi“ oder „Hals- und Beinbruch“, in Frankreich sagt man „Merde“ (im Sinne von „viel Glück“) und in Italien „In bocca al lupo“ („ins Maul des Wolfes“ = „viel Glück“).
Der Umgang mit Lampenfieber hat durch die Etablierung des Faches Musikphysiologie und Musikermedizin an den Hochschulen für Musik in Deutschland im Sinne der Prävention eine nachhaltige positive Veränderung erfahren. An den meisten deutschen Musikhochschulen erhalten die Studierenden als Vorbereitung auf ihr Berufsleben Auftrittstrainings, bei denen ihnen Maßnahmen zum positiven Umgang mit Lampenfieber vermittelt werden. Die im Bereich der Prävention, Forschung und Behandlung von Lampenfieber und Auftrittsangst tätigen Zentren und niedergelassenen Therapeuten sind größtenteils in der Deutschen Gesellschaft für Musikphysiologie und Musikermedizin (DGfMM) zusammengeschlossen. Einige der Einrichtungen für Musikermedizin in Deutschland beschäftigen sich seit ca. zehn Jahren (z. B. Berlin) schwerpunktmäßig in Forschung, Lehre und Patientenbehandlung mit dem Thema Lampenfieber und Auftrittsangst.
Das Freiburger Institut für Musikermedizin hat seit seiner Gründung im Jahre 2005 ein spezifisches multimodales Therapiemodell zur Behandlung der Auftrittsangst entwickelt. Am Freiburger Institut besteht neben der Sprechstunde für Instrumentalisten ein Behandlungsschwerpunkt für Stimme, sodass hier neben Instrumentalisten und Sängern auch Schauspieler interdisziplinär behandelt werden. Das multimodale Behandlungsmodell integriert unterschiedliche therapeutische Ansätze – tiefenpsychologisch und verhaltenstherapeutisch, körperorientiert und mental – mit bühnenpraktischen und musikalischen Inhalten und Übungen.
Manche Therapeuten sehen chronisches Lampenfieber, bei dem man sich mehr vor dem Lampenfieber selbst als vor möglichen Patzern fürchtet, ausschließlich als ein erlerntes Verhalten, das man sich durch geeignetes Training bei einem entsprechend qualifizierten Therapeuten oder Coach wieder abgewöhnen kann. Nach diesem Konzept arbeitet die 2010 eingerichtete Lampenfieber-Ambulanz an der Psychiatrischen Klinik des Universitätsklinikums Bonn, die besonders auf die Bedürfnisse von Musikern eingestellt ist.

### Beispiel Prüfung
Prüfungsangst basiert in vielen Fällen auf einem Mangel an Prüfungserfahrung und der Beherrschung eines effizienten Managements. Dem lässt sich auf natürliche Weise durch eine häufige  Konfrontation mit Prüfungssituationen aller Art wie Wettkämpfen, Konkurrenzen oder  Mutproben und einer systematischen Prüfungsorganisation begegnen.
Wird die Prüfungssituation zu einer häufig gemiedenen und damit seltenen Ausnahmeanforderung, d. h. fehlt das Lernen eines angemessenen Prüfungsmanagements, müssen kurzfristige Maßnahmen eingreifen wie Entspannungstechniken und verhaltenssteuernde Hilfen.

### Beispiel sportliches Wagnis
Das sportliche Wagnis stellt wegen seines unsicheren Ausgangs und seiner oft gravierenden gesundheitlichen Gefährdung im Vorfeld des Ereignisses den Ausführenden nervlich auf eine hohe Belastungsprobe. Diese psychische Anspannung kann sich beim Gleitschirmflieger entweder bereits bei der Anfahrt zum Startplatz oder erst bei den unmittelbaren Vorbereitungen zum Start zeigen (Auslegen des Schirms, hinausschiebende Startentscheidung etc.). In der Regel löst sich der Erregungszustand auf, wenn der Startlauf geglückt ist und der Pilot sich sicher in der Luft befindet. Die befreiende Entspannung wird für Beobachter oft in einem Jubelschrei hörbar. Eine konsequente Wagniserziehung in möglichst vielen Lebensbereichen von früher Kindheit an, eine solide Ausbildung in der wagnishaltigen Sportart und viel praktische Erfahrung haben sich als die effizienteste Vorbereitung erwiesen, Gefahrenmanagement einzuüben und mit Unsicherheiten und Bedrohungen im Sport angemessen umgehen zu lernen.

## Kultureller Vergleich
Auf Englisch heißt Lampenfieber stage fright („Bühnenschrecken“, „Bühnenangst“). Die im Deutschen gegebene positive Konnotation des Begriffs Lampenfieber (aufgeregtes Kribbeln, freudige Erwartung des Erfolges) fehlt hier. Das Wort fright hat im Gegenteil eine Reihe von Filmkünstlern zu Horrorfilmen mit dem Titel Stage Fright inspiriert, in denen auf der Bühne gemordet wird (z. B. Die rote Lola von Alfred Hitchcock), wodurch die Angst der Schauspieler vor dem Auftritt eine neue Deutung erhält.

### Allgemein
- Michael Bohne: Klopfen gegen Lampenfieber. Sicher vortragen, auftreten, präsentieren. Energetische Psychologie praktisch. Rowohlt, Reinbek bei Hamburg 2008, ISBN 978-3-499-62372-1.
- Detlef Bührer: 30 Minuten gegen Lampenfieber. Gabal, Offenbach 2009, ISBN 978-3-89749-931-7.
- Helga Knigge-Illner: Prüfungsangst besiegen: Wie Sie Herausforderungen souverän meistern. Campus, Frankfurt am Main 2010, ISBN 978-3-593-39175-5.
- Heinz W. Krohne: Angst und Angstbewältigung. Kohlhammer, Stuttgart 1996, ISBN 3-17-013039-0.
- Franz Ruchti: Hilfe eine Rede droht. BoD, Norderstedt 2010, ISBN 978-3-8391-5385-7.
- Claudia Spahn: Lampenfieber. Grundlagen. Analyse. Maßnahmen. Henschel, Leipzig 2012, ISBN 978-3-89487-706-4.
- Irmtraud Tarr: Lampenfieber: Ursache. Wirkung. Therapie. 4. Auflage, Kreuz, Stuttgart 1999, ISBN 3-7831-1226-5.
- Siegbert A. Warwitz: Formen des Angstverhaltens. In: ders.: Sinnsuche im Wagnis. Leben in wachsenden Ringen. 3., erweiterte Auflage. Verlag Schneider, Baltmannsweiler 2021, ISBN 978-3-8340-1620-1.
- Siegbert A. Warwitz: Angst vermeiden – Angst suchen – Angst lernen. In: Sache-Wort-Zahl 112 (2010), ISSN 0949-6785, S. 10–15.

### Darstellende Kunst
- Ariadna Ortiz Brugués: Music Performance Anxiety. A Review of Literature. Freiburg 2009 (Dissertation).
- Horst Hildebrandt: Musikstudium und Gesundheit. Aufbau und Wirksamkeit eines präventiven Lehrangebotes. 2. Auflage. Peter Lang, Bern 2002, ISBN 978-3-03910-407-9.
- Gerhard Mantel: Mut zum Lampenfieber. Mentale Strategien für Musiker zur Bewältigung von Auftritts- und Prüfungsangst. Schott, Zürich/Mainz 2003, ISBN 3-254-08385-7.
- Adina Mornell: Lampenfieber und Angst bei ausübenden Musikern. Peter Lang, Frankfurt am Main 2002, ISBN 978-3-631-39744-2.
- Michael Shurtleff: Audition. Everything an Actor Needs to Know to Get the Part. Walker, New York 1978.
  - Deutsche Ausgabe: Erfolgreich Vorsprechen – Audition. Aus dem Amerikanischen von Petra Schreyer. Mit einer Einleitung von Keith Johnstone und einem Vorwort von Bob Fosse. Alexander Verlag, Berlin 1999, 5. Auflage 2009, ISBN 978-3-89581-044-2.
- Claudia Spahn: Auftrittsangst. Freiburger multimodales Behandlungsmodell. In: Claudia Spahn, Bernhard Richter, Eckart Altenmüller: MusikerMedizin. Diagnostik, Therapie und Prävention von musikerspezifischen Erkrankungen. Schattauer, Stuttgart 2009, ISBN 978-3-7945-2634-5, S. 149–167.
- Werner Metzig, Martin Schuster: Prüfungsangst und Lampenfieber. Bewertungssituationen vorbereiten und meistern. Springer Verlag, Berlin/Heidelberg 2009, ISBN 978-3-540-92753-2.